# Superfície classe A

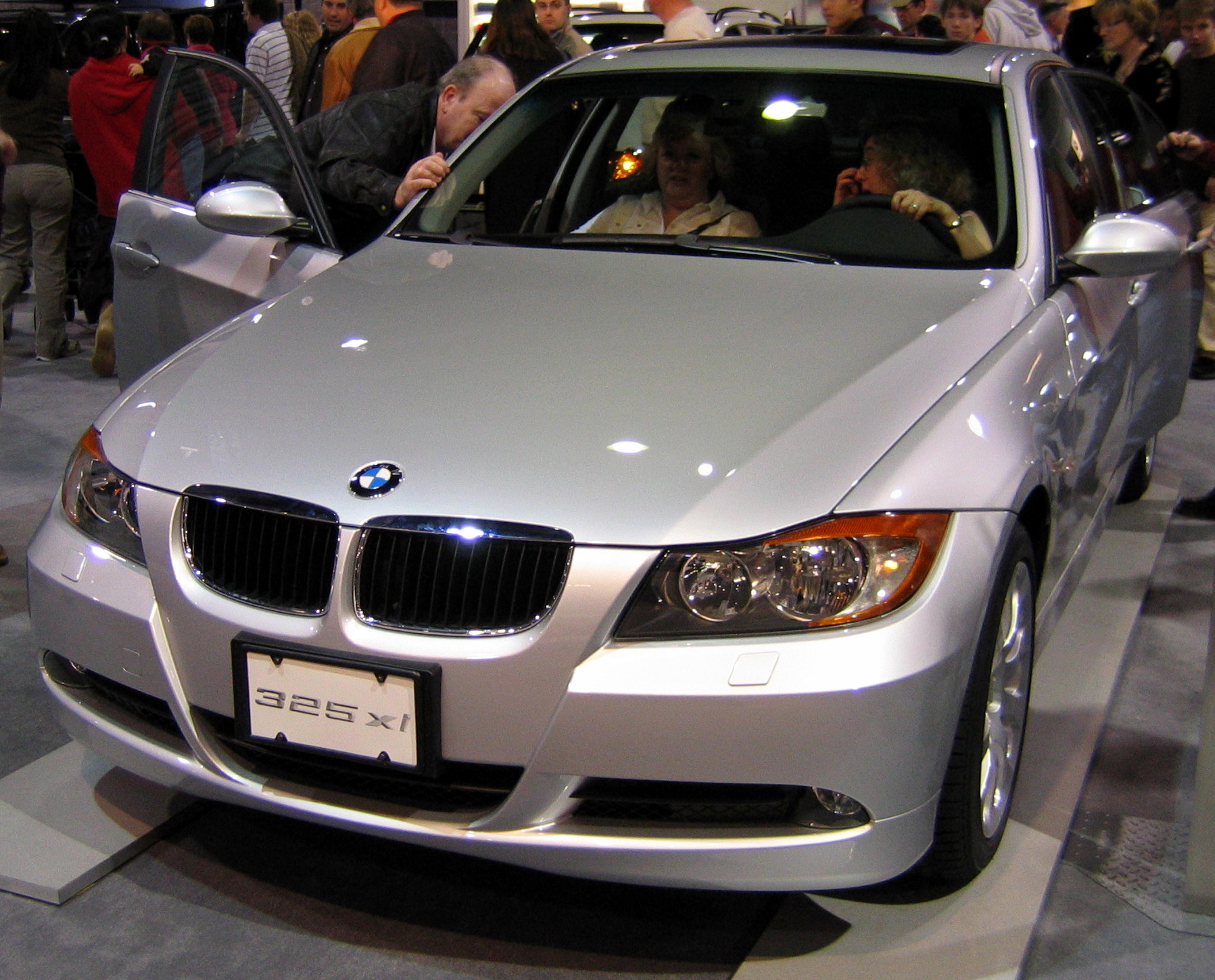
Produto automotivo que contém superfícies classe A em sua carenagem.

A superfície classe A é um padrão, de máxima de qualidade, que se aplica à modelagem de produtos, dentro de parâmetros industriais. O processo utiliza o método de modelagem matemática. Essas superfícies são tidas como superfícies perfeitas (continuidade G4). Existem softwares especializados na análise e modelagem de superfícies classe A como o Icem Surf.

## Continuidades
Para o design, as superfícies modeladas por computador têm sido analisadas e divididas nas seguintes categorias: 
1. G0, que representa a interseção entre duas linhas ou dois planos (posição);[6]
2. G1, que é obtida por tangência (concordância);[6]
3. G2, que são superfícies orgânicas obtidas por traçados à mão livre e curvas ou superfícies de Bézier. Neste caso leva-se em conta a posição, a direção e o raio de curvatura nas extremidades. Se o raio de curvatura é o mesmo no ponto final, comum a ambas, as curvas são G2. Ou seja, as curvas não só vão no mesmo sentido quando se encontram, mas têm também o mesmo raio naquele ponto. Não é um caso fácil de se detectar a olho nu.[6]
4. G3, é uma continuidade que adiciona uma terceira exigência: a aceleração planar. São curvas que além de irem na mesma direção, têm o mesmo raio, o qual acelera no mesmo ritmo, a partir de um determinado ponto.[6]
5. G4, as Superfícies classe A, são raramente usadas e só podem ser obtidas por modelagem matemática. Curvas de continuidade G4 têm as mesmas características das curvas G3, mas sua curvatura acelera igualmente em três dimensões. [6]